# Gouvernement palestinien d'union nationale de 2014
Le gouvernement palestinien d'union nationale de 2014 est un gouvernement de transition formé le 2 juin 2014 sous l'autorité du président palestinien Mahmoud Abbas, et dirigé par le Premier ministre sortant Rami Hamdallah.  Le nouveau gouvernement a été formé après un accord entre les partis du Fatah et du Hamas, après sept ans de tensions entre les deux partis. Avant l'accord, il y avait deux gouvernements distincts, l'un dirigé par le Fatah en Cisjordanie et l'autre par le Hamas dans la bande de Gaza. L'Union européenne, l'Organisation des Nations unies, les États-Unis, la Chine, l'Inde, la Russie et la Turquie sont convenus de travailler avec lui,,,. Le gouvernement israélien, par la voix de Benyamin Netanyahou, rejette le gouvernement d'union soutenu par le Hamas  et relance massivement la colonisation en guise de représailles.  À l'opposé, le gouvernement d'union reçoit le soutien du Président israélien sortant Shimon Peres. Plusieurs observateurs attribuent la relance du conflit israélo-palestinien à la volonté d'Israël d'empêcher ce gouvernement d'union. Son mandat prend fin le 17 juin 2015.

## Composition
| Nom                           | Portefeuille                                                                                                  | Parti                                  |
| ----------------------------- | --- | -------------------------------------- |
| Rami Hamdallah                | Premier ministre et ministre de l'Intérieur                                                                   | Fatah                                  |
| Ziad Abu-Amr                  | Ministre de la Culture et vice-Premier ministre                                                               | Sans étiquette                         |
| Muhammad Mustafa              | Ministre de l'Économie nationale et vice-Premier ministre                                                     |                                        |
| Shukri Bishara                | Ministre des Finances et ministre de la Planification                                                         |                                        |
| Riyad Al-Maliki               | Ministre des Affaires étrangères                                                                              | Sans étiquette (ancien membre du FPLP) |
| Salim al-Saqqa                | Ministre de la Justice                                                                                        |                                        |
| Adnan al-Husayni              | Ministre des Affaires de Jérusalem                                                                            |                                        |
| Rula Maaya                    | Ministre du Tourisme et du Patrimoine                                                                         |                                        |
| Jawad Qutaish                 | Ministère de la Santé                                                                                         |                                        |
| Khawla al-Shakhsheer          | Ministre de l'Éducation et de l'Enseignement universitaire                                                    |                                        |
| Allam Said Musa               | Ministre de l'Information et des Technologies de communication, ministre des Transports et des Communications |                                        |
| Muhammad Salim al-Hasania     | Ministre des Travaux publics et du Logement                                                                   |                                        |
| Shawki Aleessa                | Ministre de l'Agriculture et ministre des Affaires sociales                                                   |                                        |
| Haifa Fahmi Hafez Aga         | Ministre de la Condition féminine                                                                             |                                        |
| Mamoun Abu Shahla             | Ministre du Travail                                                                                           |                                        |
| Nayef Abu Khalaf              | Ministre du Gouvernement local                                                                                |                                        |
| Yusuf Ismail Al-Sheikh        | Ministère des Waqfs et des Affaires religieuses                                                               |                                        |
| Ali Mahmoud Abdullah Abu Diak | Secrétaire général du gouvernement (avec rang de ministre)                                                    |                                        |

,,.

## Conséquences sur le conflit israélo-palestinien
Plusieurs observateurs attribuent à la création de ce gouvernement un rôle déclencheur dans l'offensive israélienne lancée contre Gaza. Le journal La Croix analyse à l'occasion des opérations menées en Cisjordanie à la suite de l'enlèvement puis du meurtre de trois adolescents israéliens que « Israël cherche à provoquer l’implosion du cabinet intérimaire palestinien d’union nationale formé récemment par le Fatah et le Hamas ».  Cet avis est partagé par Yuval Diskin, ancien directeur du Shin Bet, le service secret israélien.  Selon lui, avoir lancé les opérations militaires en Cisjordanie et s'être attaqué au gouvernement d'union du Fatah et du Hamas est une erreur,. 
Pour le spécialiste du conflit israélo-palestinien Alain Vidal, « le véritable but des Israéliens était d’empêcher la mise en place du gouvernement d’union nationale palestinien reconnu par les États-Unis et l’Union européenne. ». L'ambassadrice de Palestine  auprès de l'Union européenne, Leïla Shahid, fait la même analyse : « Le gouvernement de Netanyahou instrumentalise l’assassinat des trois Israéliens ».

## Crise au sein de ce gouvernement
Le 16 juin 2015, le président palestinien Mahmoud Abbas annonce la prochaine démission du gouvernement, ce que ne confirme pas Ehab Bseiso, porte-parole du gouvernement d'Union palestinien, qui lui parle seulement d'une rencontre le 17 juin entre Mahmoud Abbas et le premier ministre Rami Hamdallah. Mahmoud Abbas a dénoncé le fait que le Hamas ait continué à gouverner seul la bande de Gaza. Le 17 juin, Rami Hamdallah remet la démission de son gouvernement au président palestinien qui lui demande de former le nouveau gouvernement.